# Château de la Lambardais
Le château de la Lambardais se situe sur la commune de Maure-de-Bretagne, dans le département français d'Ille-et-Vilaine.

## Historique
La Lambardais est construite en 1513 par Jean Mouraud, seigneur de La Pescuère, dont la famille reste propriétaire jusqu'en 1695. Le manoir de La Lambardais présente une corniche à modillon et un pavillon à toit élevé. Il n'est en 1513 qu'un hébergement roturier appartenant à Jean Mouraud. Jean Mouraud reste propriétaire  jusqu'au XVIIIe siècle. 
En 1695, les Mouraud, seigneurs de La Sauvagère, doivent au comté de Maure « foy, hommage, rachapt et chambellenage à cause de sa maison et métairie de la Lambardaye », ce qui explique ensuite la vente du château à la famille de Visdelou, puis à la famille de Talhouët-Boisorhand.